# 仮面ライダー (小惑星)
仮面ライダー (12796 Kamenrider) とは、小惑星帯にある小惑星の1つ。1995年11月16日に中村彰正によって発見された。仮符号1995 WF。
仮面ライダーは1995年11月16日に発見され、2000年3月26日にジェット推進研究所に名前が正式承認された。仮面ライダーは、石ノ森章太郎原作の特撮テレビドラマ『仮面ライダー』の主人公が変身するヒーローにちなむ。これは、発見者である中村彰正が、愛媛県久万高原町にある久万高原天体観測館の職員であり、仮面ライダー1号に変身する主人公、本郷猛を演じた俳優藤岡弘、が、久万高原町出身の俳優であることにちなんでいる。また、中村自身が仮面ライダーのファンである。ちなみに1995年9月20日に発見された12408番小惑星、1995 SP2が、同じ日に藤岡弘、にちなんでFujiokaと命名されている。
仮面ライダーの絶対等級は15.7、直径は約5～6kmと推定されている。